# Waasland
Waasland es una región en Flandes, Bélgica, aunque no tiene ninguna competencia administrativa. Es también llamada Land van Waas (Tierra de los Pantanos) donde Waas se refiere al suelo húmedo de la región.
Ocupa parte de las provincias de Flandes Oriental y Amberes. Limitada por los ríos Escalda y Durme, la región linda al norte con los Países Bajos siendo Sint-Niklaas la ciudad de mayor importancia. 
Su economía ha estado históricamente basada en la agricultura. La fábula medieval del zorro Reynard transcurre en esta región.

## Localidades en Waasland
En Flandes Oriental:
- Beveren
- Kruibeke
- Lokeren
- Moerbeke
- Sint-Gillis-Waas
- Sint-Niklaas
- Stekene
- Temse
- Waasmunster

En Amberes:
- Zwijndrecht

## ¨Personas conectades
- El Duque de Bournonville; Governador del Waasland.